# Altbayerische Küche

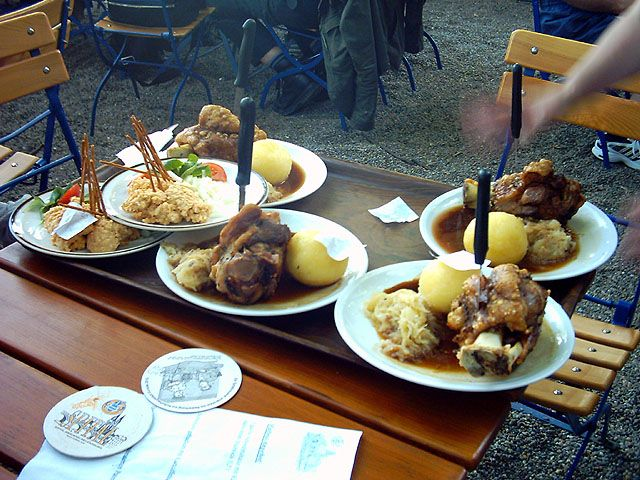
Schweinshaxn und Obatzter in einem Biergarten

Die altbayerische Küche (manchmal verallgemeinernd auch nur bayerische Küche) ist die Küche in Altbayern (in etwa die bayerischen Bezirke Oberbayern, Niederbayern und Oberpfalz umfassend). Sie ist eine bodenständige, in den Ursprüngen bäuerliche Küche. Charakteristisch für die altbayerische Küche sind die zahlreichen Fleisch- und Bratengerichte, Knödelgerichte und Mehlspeisen. Die altbayerische Küche ist ein Teil der Küche im Bairisch-Österreichischen Kulturraum, mit ihrem bairisch-österreichischen Küchenwortschatz, zu der neben ihr die österreichischen Küche (einschließlich der Tiroler und Salzburger Küche) gehört. 
Schon die bayerischen Herzöge und vor allem die bayerischen Könige entwickelten die altbayerische Küche weiter und verfeinerten sie, um sie hoffähig zu machen. Diese Küche hielt seit dem 19. Jahrhundert Einzug in die bürgerlichen Haushalte, vor allem in den Städten. 
Nicht zur altbayerischen Küche gehören die Küchen der beiden weiteren Stämme des Freistaats Bayern, Franken und Schwaben, die mit der fränkischen Küche sowie der schwäbischen Küche eigene Küchen darstellen. 
Eine gesamtbayerische Besonderheit, die auch die anderen beiden Küchen (fränkisch und schwäbisch) kennen, ist die Brotzeit, ein meist deftiger Imbiss, der ursprünglich zwischen Frühstück und Mittagessen oder noch häufiger zwischen Mittagessen und Abendessen bzw. anstatt Letzterem eingenommen wurde.

## Traditionelle Gerichte

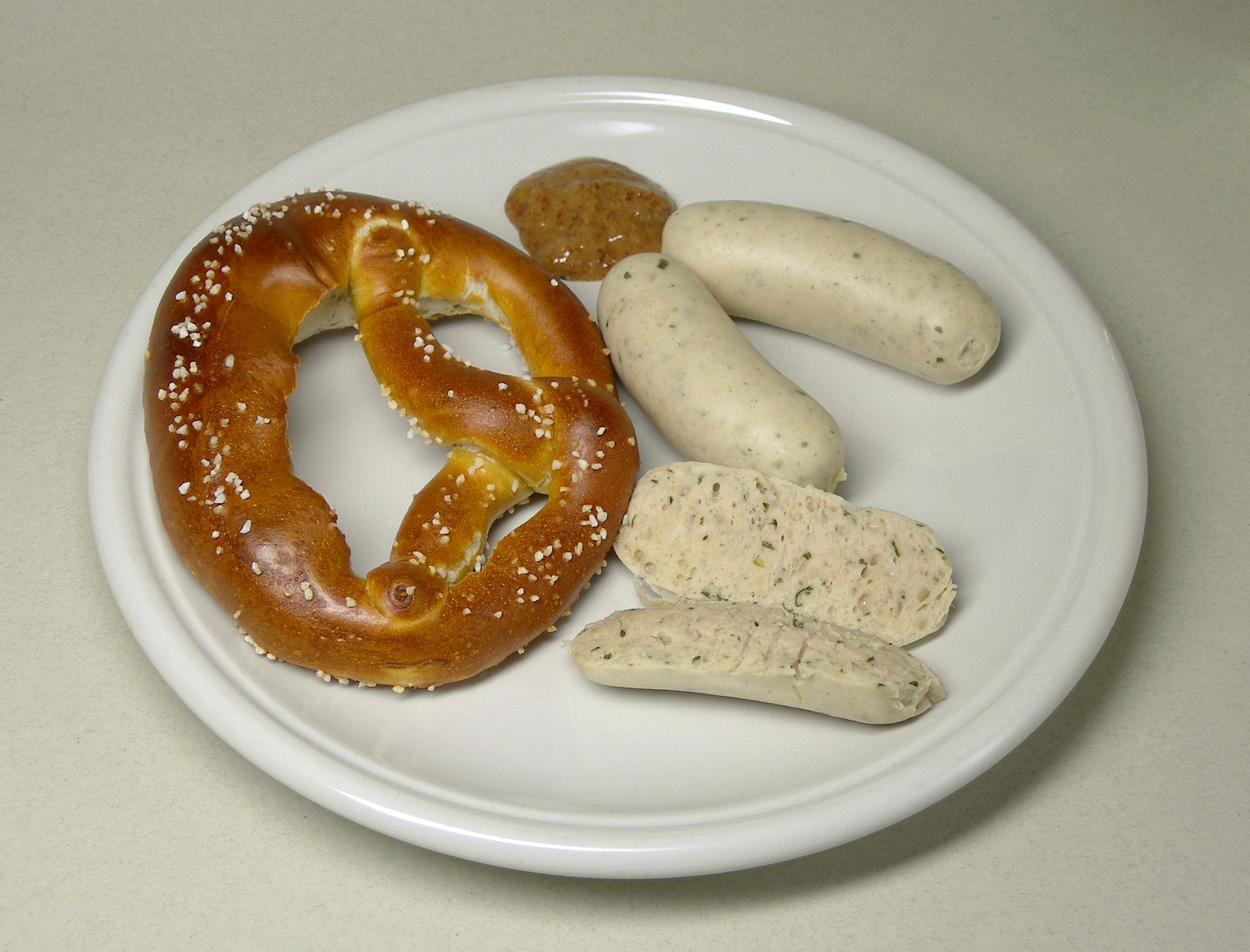
Münchner Weißwürste mit Breze und süßem Senf

Seit dem späten 18. Jahrhundert wurden in den Ländern des Deutschen Reiches zunehmend die Regionalküchen betont, wobei größeren Städten besondere Aufmerksamkeit geschenkt wurde. In den als „bayerisch“ bezeichneten Kochbüchern des 19. Jahrhunderts (wie dem Regensburger Kochbuch) werden sowohl ländlich-deftige Gerichte nach Art der Hausmannskost publiziert als auch Gerichte nach dem Vorbild der französischen Küche. Der Schwerpunkt lag auf Mehlspeisen und Knödel. Fleisch war für die einfache Bevölkerung, auch das einfache Bürgertum, nur Sonntagskost.
Die Kochbücher des 19. Jahrhunderts enthalten zahlreiche Rezepte für Suppen mit Knödeleinlagen. Die Fleischrezepte beziehen sich vor allem auf Rindfleisch und Kalbfleisch, wobei gekochtes Rindfleisch als Alltagskost galt. Beim Schweinefleisch spielte vor allem Spanferkel eine größere Rolle. „Die Verwendung von Innereien und des gesamten Schlachttieres – besonders des Kalbes – vom Kopf bis zu den Füßen könnte als Eigenart der Rezeptsammlungen bayerischer Kochbücher gelten. Euter, Kutteln, Kalbskopf, Kälberfüße u. a. sind heute auf dem Umweg über die ‚Arme-Leute-Küche‘ (…) zum gesuchten ‚Schmankerl‘ einer neu belebten bayerischen Regionalküche geworden. (…) Die Vielzahl der Sülzen, süß und sauer zubereitet, scheint ebenso eine Besonderheit bayerischer Küche gewesen zu sein.“
Knödel und Nudeln waren in Altbayern traditionelle Fastenspeisen. Ende des 19. Jahrhunderts galten Schweinshaxen mit Knödel als typisch altbayerisches Regionalgericht. Erst 1857 wurde die Münchner Weißwurst „erfunden“. Rezepte für Mischgemüse sind in den Kochbüchern selten, auch Eintöpfe spielen kaum eine Rolle, obwohl der Pichelsteiner Eintopf angeblich 1847 in Ostbayern eingeführt wurde. Auf den Tisch des Großteils der Altbayern kamen im 19. Jahrhundert als Gemüse noch immer überwiegend Sauerkraut und Rüben. Französisch beeinflusst waren Gerichte wie Ragouts, Frikassee und Böfflamot (Boeuf à la Mode, auch Bifflamott, gespicktes und mariniertes Rindfleisch). Letzteres war zunächst eine Speise nur für den Adel, wurde dann aber zum typisch bürgerlichen Mittagessen.
In einem Bericht aus dem Jahr 1860 heißt es: „Charakteristisch für die Nahrungsweise des Landvolks in ganz Oberbayern ist die fast ausschließliche Herrschaft von Mehl-, Milch- und Schmalzspeisen mit einem Zusatz von Gemüsen und die Beschränkung des Genusses von Fleischspeisen auf die fünf höchsten Festzeiten des Jahres: Fastnacht, Ostern, Pfingsten, Kirchweih und Weihnachten (…)“.

## Münchner Küche

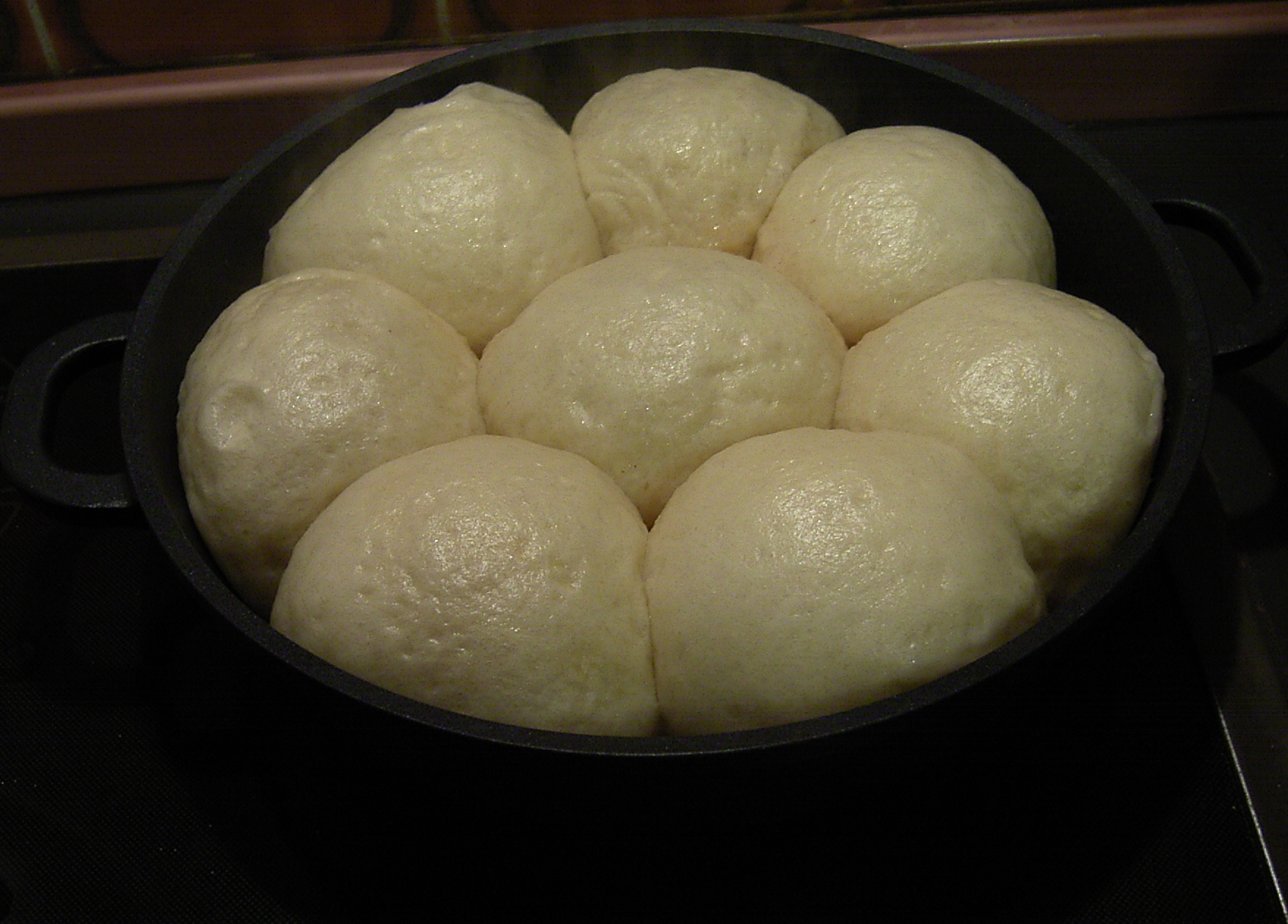
Dampfnudeln

Die Küche der Einwohner der Landeshauptstadt unterschied sich von der Alltagskost der Landbevölkerung vor allem durch den wesentlich höheren Anteil an Fleisch. In München konnte sich ein größerer Teil der Bevölkerung täglich ein Stück Rindfleisch leisten, an Feiertagen wurde Kalbsbraten bevorzugt. Im Jahr 1840/41 wurden in München, das damals rund 83.000 Einwohner hatte, insgesamt 76.979 Kälber geschlachtet, statistisch also etwa ein Kalb pro Person. Die Zahl der geschlachteten Rinder betrug etwa 20.000 Stück. Besonders beliebt waren Bratwürste aus Kalbfleisch.
Das war für die ländliche Küche in Altbayern damals keineswegs Standard. Erst im 19. Jahrhundert wurden Kartoffeln, ausgehend von München, auch in den Küchen der Landbevölkerung allmählich akzeptiert, bis dahin dominierten Breie und Suppen, der Fleischgenuss war überdies für die ärmeren Bevölkerungsteile auf wenige Sonntage im Jahr begrenzt.
Bei Auswärtigen stieß die typische Münchner Küche mit ihrer Fleischbetonung nicht immer auf Akzeptanz. Ein Autor schrieb 1907 in einer Publikation über München: „Die ‚Münchener Küche‘ dreht sich in der Hauptsache um das ‚Ewig Kälberne‘. In keiner Stadt der Welt wird so viel Kalbfleisch konsumiert als in München (…) Schon die Frühstücke bestehen hauptsächlich aus Kalbfleisch in allen möglichen Formen der Zubereitung (…) hauptsächlich Würste und kälberne Eingeweide! (…) Mittags und abends wimmelt es nur so von Kälbernem aller Art (…) Und dabei reden die Münchner Wirte von einer ‚reichhaltigen Speisenauswahl‘, ohne zu begreifen, daß die Einseitigkeit der ‚Münchener Kalbsküche‘ nicht mehr übertroffen werden kann!“

## Übersicht

### Suppen und Eintöpfe

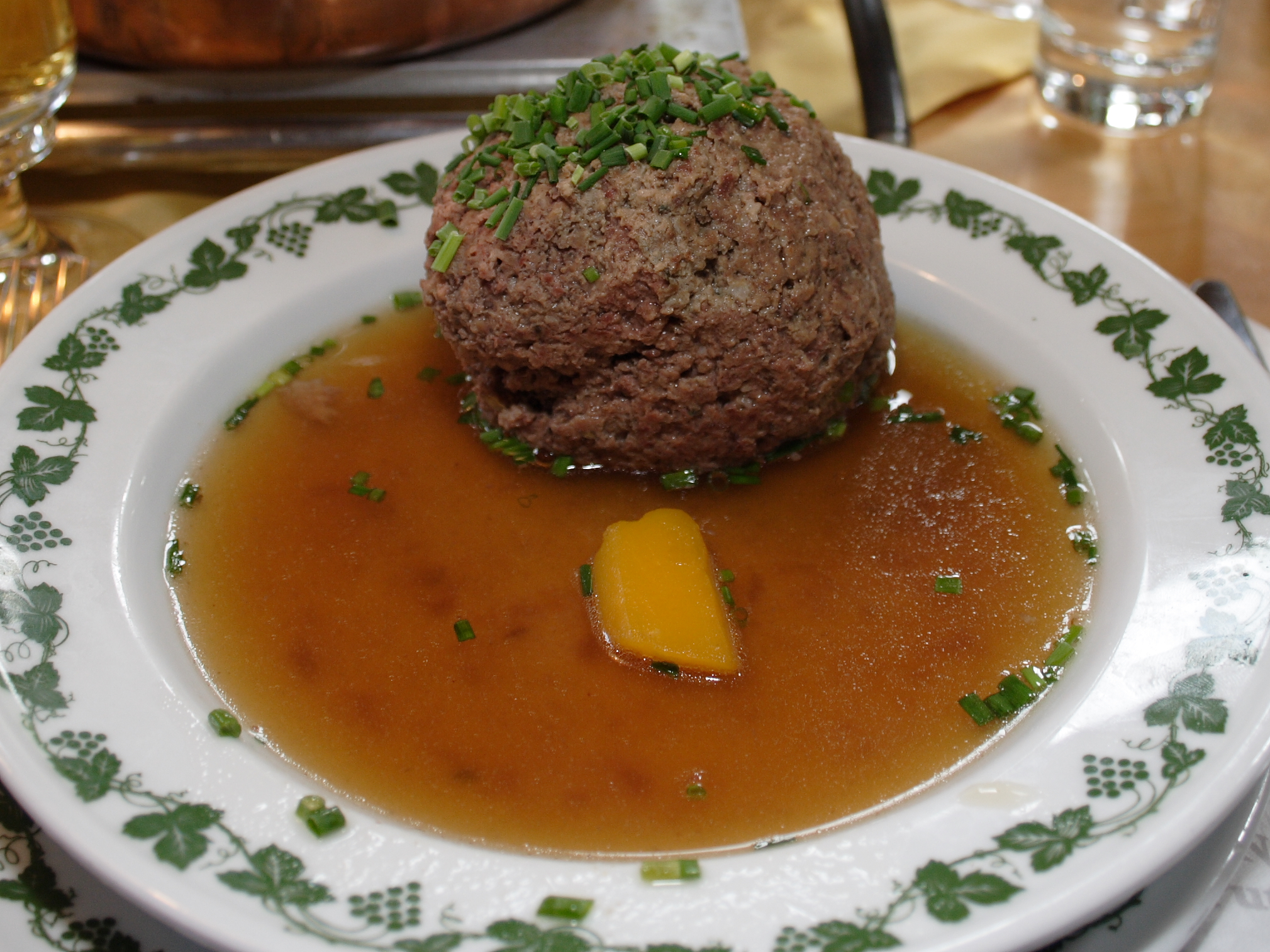
Leberknödelsuppe

- Brotsuppe
- Grießnockerlsuppe
- Hochzeitssuppe
- Leberknödelsuppe
- Leberspatzensuppe
- Pfannkuchensuppe
- Pichelsteiner
- Ritschert
- Sauerne Suppn
- Schwammerlsuppe mit Semmelknödel
- Speckknödelsuppe

### Hauptspeisen
- Böfflamott („Boeuf à la mode“)
- Bröselschmarrn
- Erdäpfelmaultaschen
- Fleischpflanzerl
- Kalbsvögerl
- Kartoffelschmarrn
- Kasnocken
- Krautwickerl
- Kesselfleisch
- Kronfleisch
- Millirahmstrudel

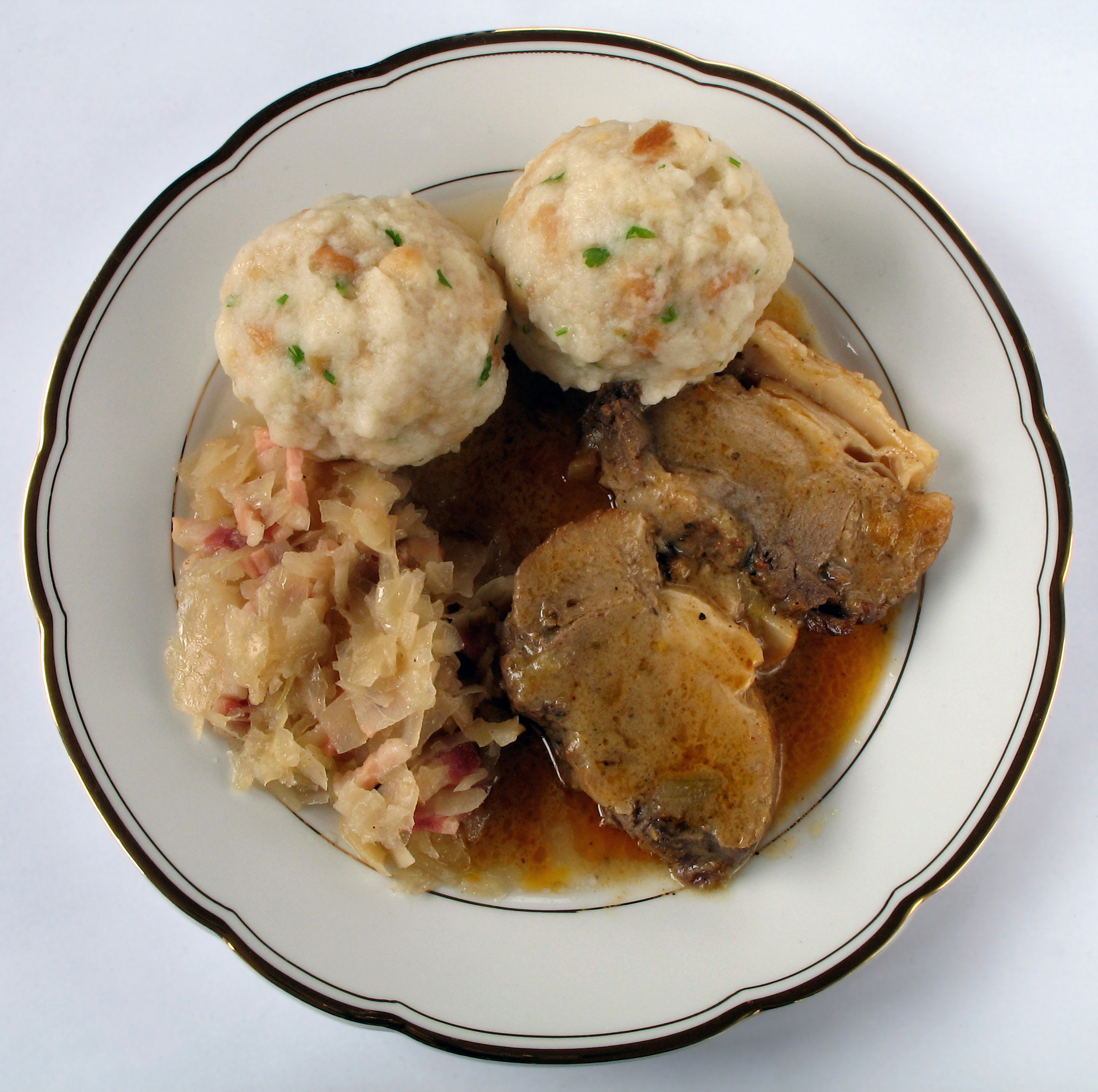
Schweinsbraten mit Semmelknödel und Bayrisch Kraut

- Münchner Zwiebelfleisch – regionale Zwiebelfleisch-Variante
- Reiberdatschi
- Sauerbraten
- Saures Lüngerl
- Schlachtschüssel
- Schmalznudeln[3]
- Schweinsbraten
- Schweinshaxe
- Spanferkel
- Steckerlfisch
- Surbraten/Surhaxe, Braten oder Haxe aus gepökeltem Schweinefleisch
- Tellerfleisch

### Beilagen
- Blaukraut

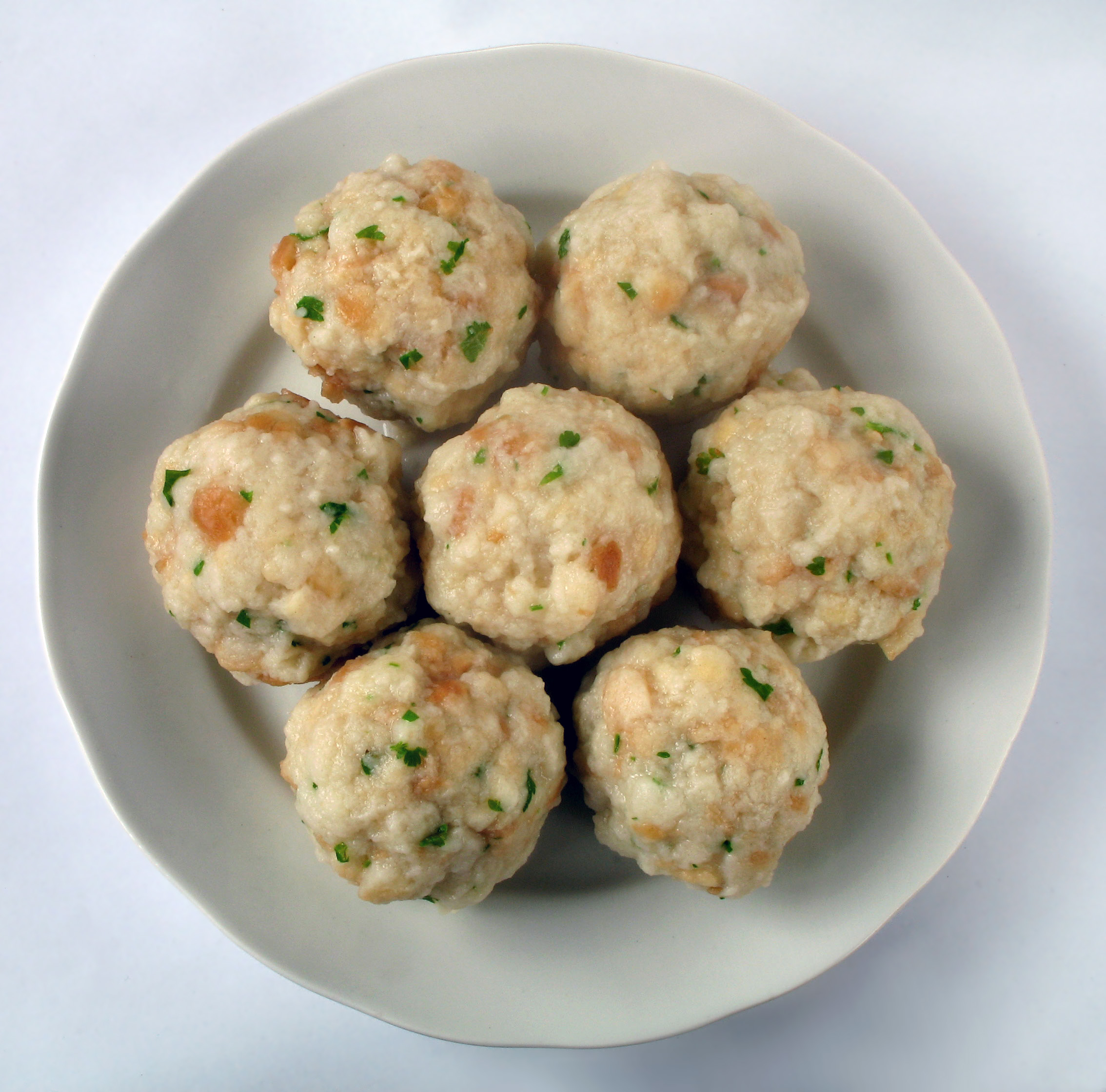
Semmelknödel

- Gwixte (Mehlklößchen) als Beilage zu Geselchtem
- Hopfenspargel
- Reiberknödel
- Sauerkraut
- Schuxen
- Semmelknödel
- Spargel

### Brotzeit

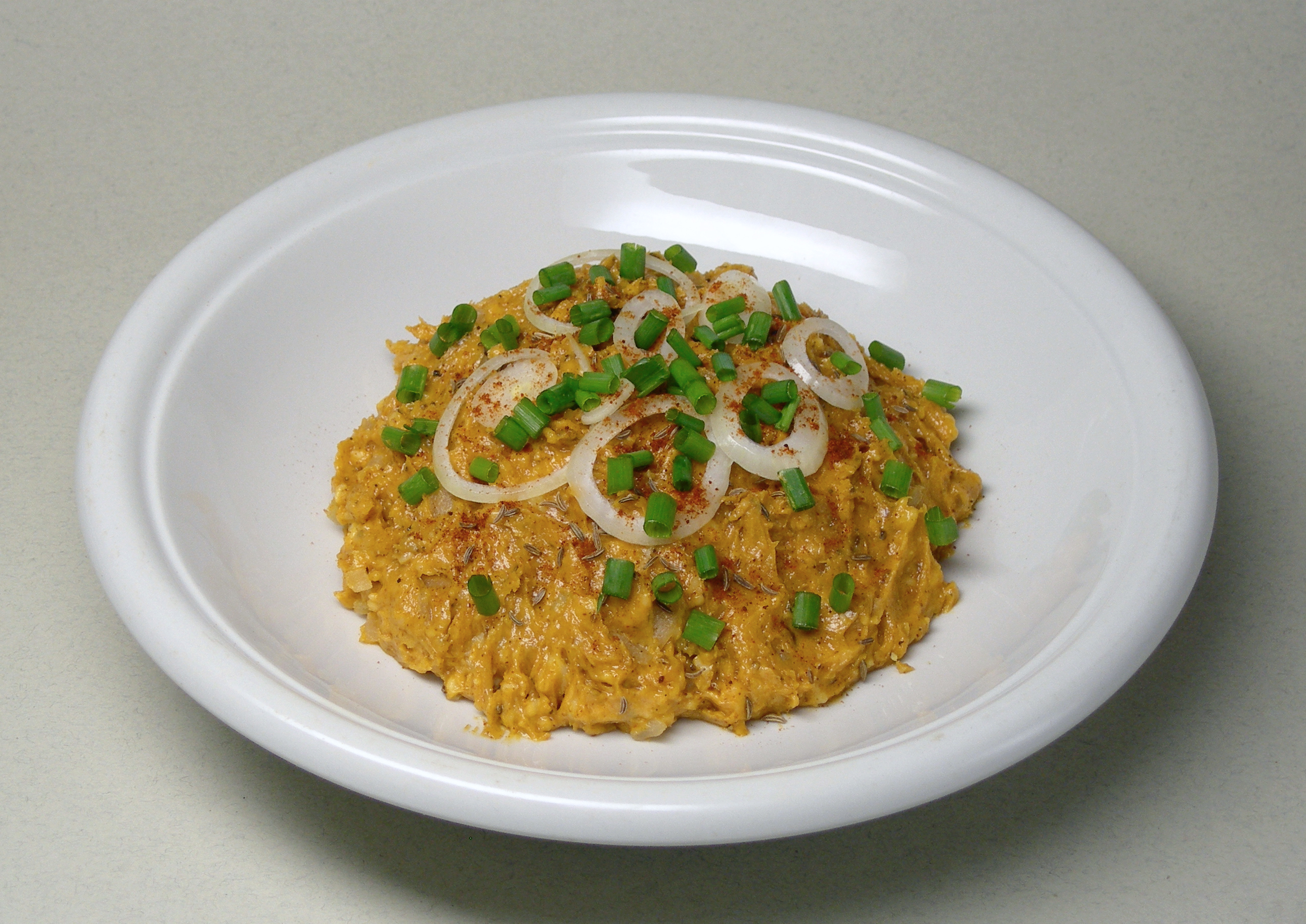
Obazda

- Bayerischer Blauschimmelkäse
- Brezn
- Griebenschmalz
- Kartoffelkäse
- Kren
- Obazda
- Radi
- Radieserl
- Süßer Senf
- Weißlacker

### Süß- und Nachspeisen
- Allerseelenzopf
- Almnussen
- Apfelkücherl
- Auszogne
- Bavesen
- Apfelstrudel
- Bratapfel
- Bienenstich
- Dampfnudel
- Germknödel
- Gugelhupf
- Hollerkücherl
- Krapfen
- Prinzregententorte
- Rohrnudeln
- Scheiterhaufen

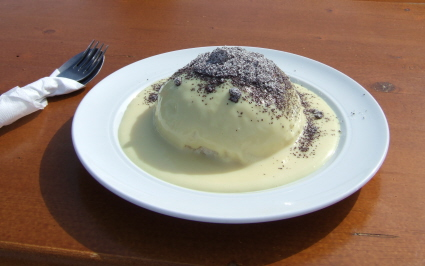
Germknödel mit Vanillesauce

- Schmierkuchen, auch Flecken (ähnlich einer Kolatsche)
- süße Schupfnudeln
- Zwetschgendatschi

### Süßwaren

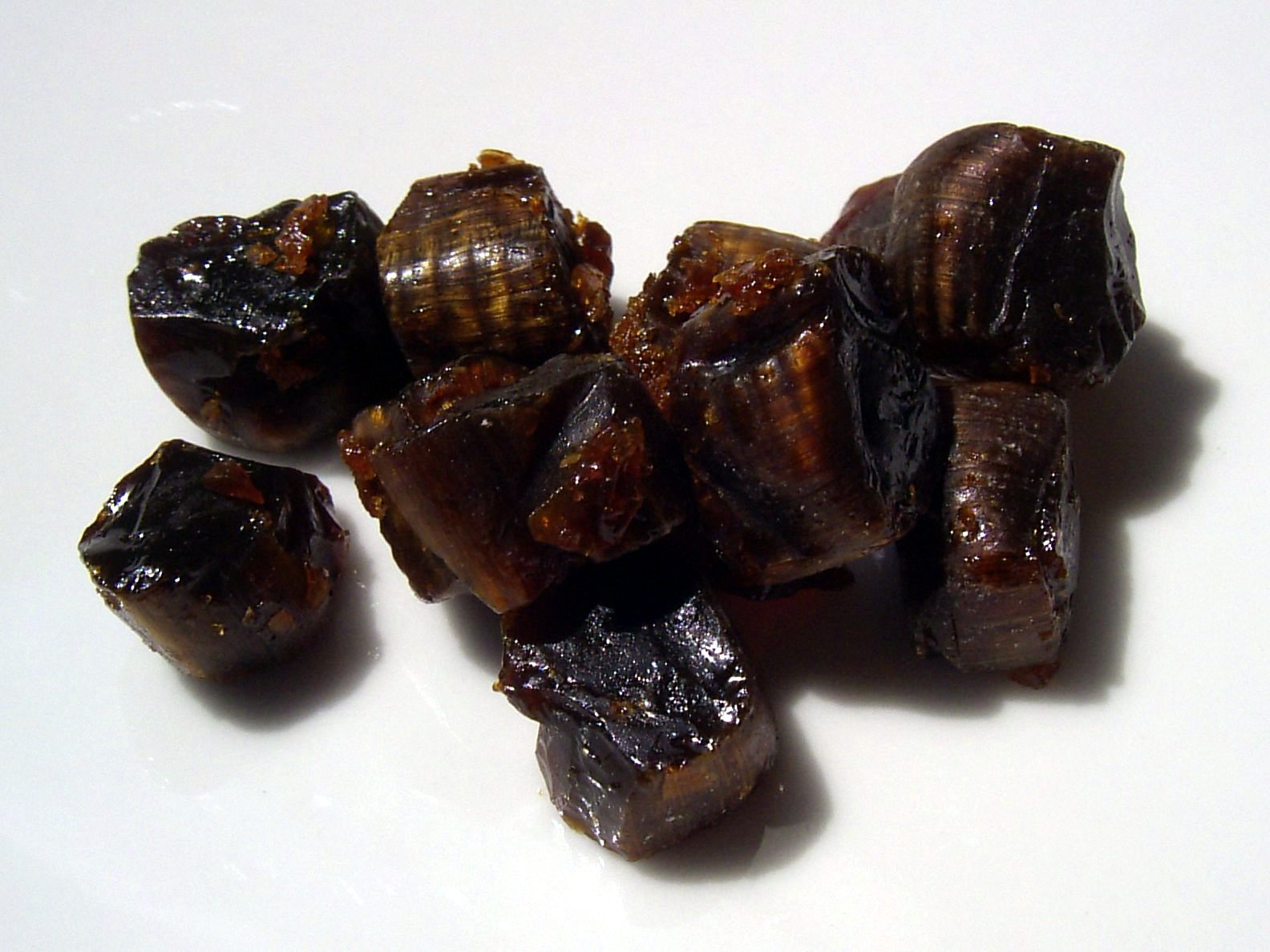
Bayrisch Blockmalz

- Bayrisch Blockmalz
- Magenbrot
- gebrannte Mandeln

### Wurst und Fleischwaren

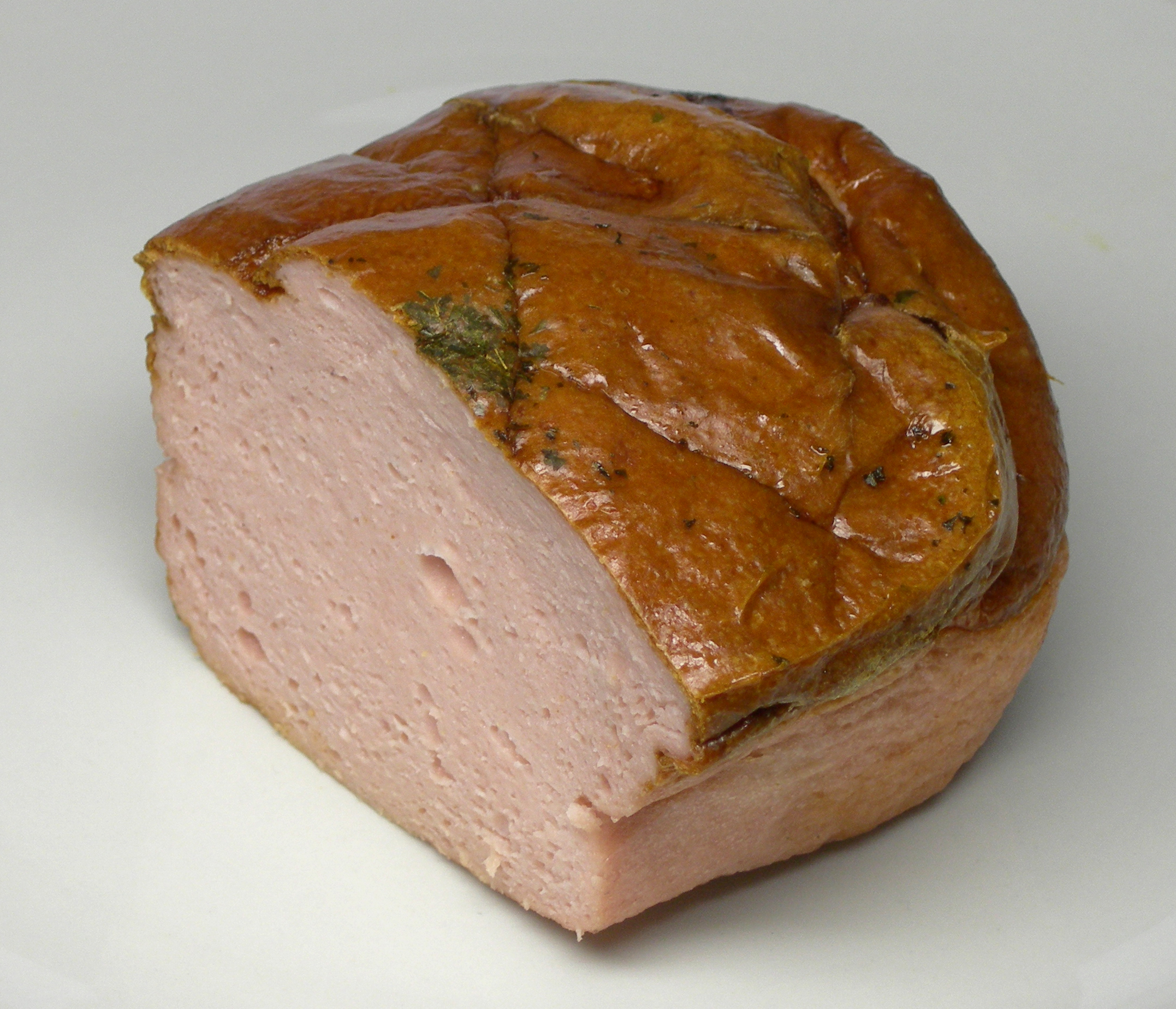
Leberkäse

- Bauernseufzer
- Bierwurst
- Blutwurst
- Gelbwurst
- Geselchtes
- Leberkäse
- Milzwurst
- Presssack
- Regensburger
- Schwarzgeräuchertes
- Stockwurst
- Sulz
- Weißwurst
- Wiener
- Wollwurst

### Salate

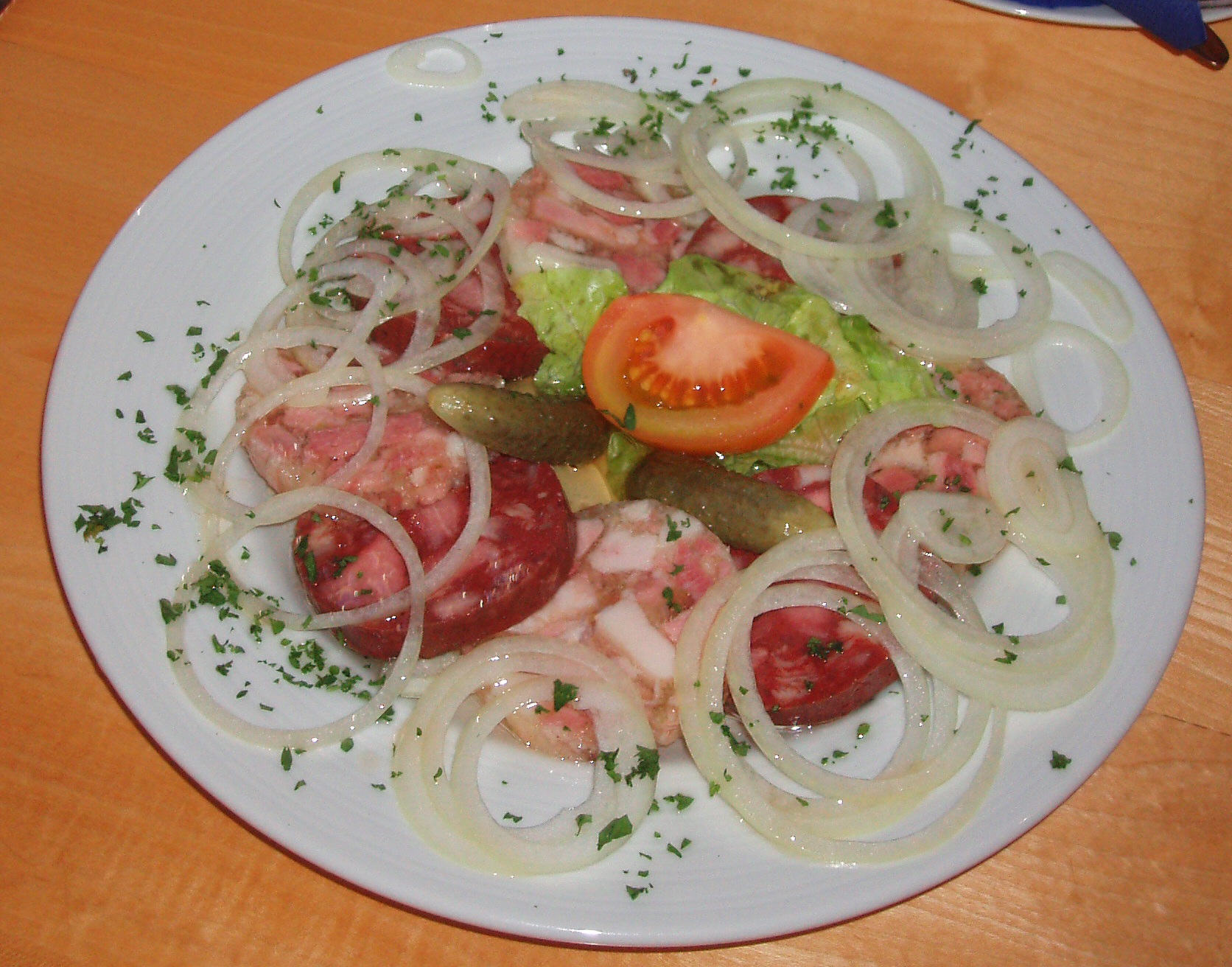
Saurer Presssack

- Bayerischer Kartoffelsalat
- Bayerischer Wurstsalat
- Kartoffel-/Gurkensalat
- Krautsalat
- Ochsenmaulsalat
- Saure Knödel
- Saurer Käs
- Saurer Presssack

### Getränke
- Bärwurzschnaps
- Blutwurzschnaps
- Enzianschnaps
- Helles
- Märzen
- Obstler
- Radler
- Russ
- Colaweizen
- Spezi
- Starkbier
- Weißbier

Zu altbayerischen Küchenbezeichnungen siehe Regionale Küchenbegriffe.